# Smilax megalantha
Smilax megalantha är en enhjärtbladig växtart som beskrevs av Charles Henry Wright. Smilax megalantha ingår i släktet Smilax och familjen Smilacaceae. Inga underarter finns listade.